# Bellini (cóctel)
El Bellini es un cóctel oficial IBA perteneciente a la categoría de espumosos, basado en vino blanco espumoso, en general y originalmente prosecco, y pulpa de melocotón fresco.  Es uno de los cócteles más famosos de Italia.

## Historia
El Bellini fue inventado en 1948 por Giuseppe Cipriani, barman del Harry's Bar en Venecia, quien nombró el cóctel con el apellido del pintor veneciano Giovanni Bellini porque su color rosa característico le recordaba al presente en la pintura del Giambellino. La bebida se convirtió en una especialidad de la casa en el Harry's Bar en Venecia, uno de los lugares favoritos de Ernest Hemingway, Gianni Agnelli, Sinclair Lewis y Orson Welles. Más tarde se hizo muy popular también en el Harry's Bar en Nueva York después de que un empresario francés estableciera una ruta comercial para transportar pulpa de melocotones entre los dos lugares; con el tiempo el cóctel se convirtió en un clásico ahora extendido en todos los bares del mundo.

## Receta

### Ingredientes
- 100 cl de prosecco
- 5O cl de pulpa de melocotón

### Procedimiento de elaboración
La receta original requiere el uso de pulpa y zumo de melocotón blanco de Verona, triturado y sin mezclar, mezclado lentamente con prosecco para no causar una pérdida excesiva de gas, todo servido en una copa flauta.